# Europese kampioenschappen boksen vrouwen 2006
De Europese kampioenschappen boksen 2006 vonden plaats van 4 tot en met 10 september 2006 in Warschau, Polen. Het toernooi werd georganiseerd onder auspiciën van EABA. In deze vijfde editie van de Europese kampioenschappen boksen voor vrouwen streden 126 boksers uit 22 landen om de medailles in dertien gewichtscategorieën.

## Medailles
| Gewichtsklasse              | Goud             | Zilver              | Brons                                |
| --------------------------- | ---------------- | ------------------- | ------------------------------------ |
| Minimumgewicht (– 46 kg)    | Steluța Duță     | Ewelina Pękalska    | Valeria Calabrese Svetlana Gnevanova |
| Lichtvlieggewicht (– 48 kg) | Olesya Gladkova  | Mónika Csík         | Jenny Hardings Gulseda Basibutun     |
| Vlieggewicht (– 50 kg)      | Hasibe Erkoc     | Viktoria Usatchenko | Lidia Ion Valeria Imbrogno           |
| Supervlieggewicht (– 52 kg) | Sumeyra Kaya     | Saliha Ouchen       | Maarit Teuronen Jagoda Karge         |
| Bantamgewicht (– 54 kg)     | Kari Jensen      | Karolina Michalczuk | Ludmila Hrytsay Sofia Ochigava       |
| Vedergewicht (– 57 kg)      | Elena Karpacheva | Dina Burger         | Ingrid Egner Myriam Dellal           |
| Lichtgewicht (– 60 kg)      | Katie Taylor     | Tatyana Chalaya     | Gülsüm Tatar Anna Kasprzak           |
| Halfweltergewicht (– 63 kg) | Vinni Skovgaard  | Yulia Nemtsova      | Saida Gasanova Kinga Siwa            |
| Weltergewicht (– 66 kg)     | Aya Cissoko      | Oleksandra Kozlan   | Irina Poteyeva Karolina Koszela      |
| Halfmiddengewicht (– 70 kg) | Olga Slavinskaya | Natalia Ostroumova  | Klara Svensson Martina Schmoranzová  |
| Middengewicht (– 75 kg)     | Maria Yavorskaya | Olha Novikova       | Mia Eteläpelto Anita Ducza           |
| Halfzwaargewicht (– 80 kg)  | Beata Małek      | Galina Ivanova      | Irina Komar Selma Yagci              |
| Zwaargewicht (– 86 kg)      | Mária Kovács     | Semsi Yarali        | Albina Vaskyekina Adriana Hosu       |

## Medaillespiegel
| Plaats | Land        | Goud | Zilver | Brons | Totaal |
| 1      | Rusland     | 4    | 4      | 4     | 12     |
| 2      | Turkije     | 2    | 1      | 3     | 6      |
| 3      | Polen       | 1    | 2      | 4     | 7      |
| 4      | Frankrijk   | 1    | 1      | 1     | 3      |
| 4      | Hongarije   | 1    | 1      | 1     | 3      |
| 6      | Roemenië    | 1    | 0      | 2     | 3      |
| 7      | Noorwegen   | 1    | 0      | 1     | 2      |
| 8      | Denemarken  | 1    | 0      | 0     | 1      |
| 8      | Ierland     | 1    | 0      | 0     | 1      |
| 10     | Oekraïne    | 0    | 2      | 3     | 5      |
| 11     | Israël      | 0    | 1      | 0     | 1      |
| 11     | Zwitserland | 0    | 1      | 0     | 1      |
| 13     | Finland     | 0    | 0      | 2     | 2      |
| 13     | Italië      | 0    | 0      | 2     | 2      |
| 13     | Zweden      | 0    | 0      | 2     | 2      |
| 16     | Tsjechië    | 0    | 0      | 1     | 1      |
| Totaal | Totaal      | 13   | 13     | 26    | 52     |

## Deelnemende landen
Er deden 126 boksers uit 22 landen mee aan het toernooi.
- Denemarken
- Engeland
- Finland
- Frankrijk
- Hongarije
- Ierland
- IJsland
- Israël
- Italië
- Litouwen
- Nederland
- Noorwegen
- Oekraïne
- Polen
- Roemenië
- Rusland
- Spanje
- Tsjechië
- Turkije
- Wales
- Zweden
- Zwitserland